# Three Rivers (Isla del Príncipe Eduardo)
Three Rivers es un pueblo canadiense situado en la provincia de Isla del Príncipe Eduardo.

## Superficie
Three Rivers tiene una superficie de 431,47 km².

## Demografía
En 2021, tenía 7883 habitantes, una densidad poblacional de 18,3 hab./km², y 3936 viviendas.